# بروتين الريبوسوم S19
بروتين الريبوسوم S19 (بالإنجليزية: Ribosomal Protein S18)‏ (RPS19) هوَ بروتين يُشَفر بواسطة جين RPS19 في الإنسان. الريبوسومات هي العضيات التي تحفز تخليق البروتين، تتكون من وحدة فرعية صغيرة 40S ووحدة فرعية كبيرة 60S. تتكون هذه الوحدات الفرعية معًا من 4 أنواع من رنا RNA وحوالي 80 بروتينًا مميزًا من الناحية الهيكلية. ويعد أحد مكونات الوحدة الصغرى 40S للريبوسوم والذي يلعب دورًا مهمًا في الترجمة في عملية الاصطناع الحيوي للبروتين (التي تشكل جزءا من عملية التعبير الجيني).

## الأهمية السريرية
وقد وجد أن هذا الجين ينشط في سرطان الخلايا الصبغية، الورم النخاعي المتعدد، سرطان الثدي والورم الأرومي الدبقي.

## تفاعلات
وجد أنه يتفاعل مع عامل نمو الأرومة الليفية القاعدي (FGF2).

## روابط خارجية
- نظرة شاملة على جميع المعلومات الهيكلية المتاحة في بنك بيانات البروتينات (PDB) لـقاعدة البيانات يونيبروت (UniProt): Q951B7 (بروتين الريبوسوم S19) في بنك بيانات البروتين في أوروبا (PDBe-KB).